# نادي ريفيل
يونيون سبورتيف ريفيلواز المعروف باسم يو إس ريفيل أو بشكل مُختصر ريفيل هو نادٍ لكرة القدم يقع مقره في ريفيل بفرنسا. اعتبارًا من موسم 2023-24، يُشارك ريفيل في الدوري الفرنسي الدرجة السادسة.

## التاريخ
تأسس النادي تحت اسم "ريفيل سبورت" في عام 1910. في عام 1926، اندمج مع "نادي أميكال سبورتيف ريفيلواز" ليكونوا النادي تحت اسم "يونيون سبورتيف ريفيلواز"، وتم اختيار ألوان النادي الأحمر والأسود. من عام 1948 إلى 1965، لعب ريفيل سبعة مواسم في بطولة فرنسا للهواة، والتي كانت في ذلك الوقت أعلى مستوى لكرة القدم للهواة في فرنسا.
في كأس فرنسا 2023–24، سُحب ريفيل لمواجهة بطل الدوري الفرنسي باريس سان جيرمان في دور الـ64. انتشر مقطع فيديو لردة فعل لاعبي النادي على هذه القرعة على وسائل التواصل الاجتماعي. أُقيمت المباراة في ملعب بيير فابر في كاستر في 7 يناير 2024، انتهت بهزيمة ريفيل بنتيجة 9-0.